# John Updike
John Hoyer Updike (Reading, Pensilvania, 18 de marzo de 1932-Danvers, Massachusetts, 27 de enero de 2009) fue un escritor estadounidense, autor de novelas, relatos cortos, poesías, ensayos, libros para niños, así como de un libro de memorias personales. También hizo crítica de arte y literaria.
La obra más importante de Updike fue la serie de novelas sobre su famoso personaje Harry Conejo Angstrom (Corre, Conejo; El regreso de Conejo; Conejo es rico; Conejo en paz y la novela de evocaciones y remembranzas del mismo personaje, titulada Conejo en el recuerdo). De la tetralogía, Conejo es rico y Conejo en paz le permitieron ganar sendos premios Pulitzer en 1982 y 1991. 
Definiendo el tema de sus relatos como «el protestante de clase media de una pequeña ciudad norteamericana», Updike es reconocido por una cuidadosa artesanía en su método de escribir, su distintivo estilo y su abundante obra -escribió una media de un libro al año. Publicó un total de veintidós novelas y más de una docena de colecciones de relatos. Cientos de sus historias, reportajes y poemas fueron apareciendo regularmente en el semanario The New Yorker desde 1950. 
Su trabajo como escritor explora habitualmente las motivaciones humanas sobre el sexo, la fe, la razón última de la existencia, la muerte, los conflictos generacionales y las relaciones interpersonales.

## Inicios
Aunque nació en Reading, pronto se trasladó por motivos laborales de su padre a Shillington, donde transcurrió toda su infancia y posterior adolescencia. John Updike fue impelido a la literatura y a iniciarse en la escritura por su propia madre, quien además le inculcó un profundo amor por el arte. Su padre era un humilde profesor de instituto, que habiendo sufrido las adversidades de la crisis de 1929, mantenía a toda la familia con grandes sacrificios y un sueldo exiguo debido a que trabajaba con contratos temporales. 
Posteriormente, Updike ingresó, disfrutando una beca, en la Universidad de Harvard donde ostentó el cargo de presidente del Harvard Lampoon antes de graduarse, con sobresaliente cum laude en Literatura Inglesa en 1954 tras escribir una tesis doctoral sobre George Herbert. Trasladándose al Reino Unido, Updike ingresó para estudiar Arte en la Ruskin School of Drawing and Fine Arts de Oxford, pasando a su regreso a convertirse en un asiduo redactor de la revista The New Yorker entre 1955 y 1957. En 1957, Updike deja Manhattan (Nueva York) y se traslada a vivir a Ipswich (Massachusetts), que posteriormente le serviría como modelo para el pueblo de ficción llamado Tarbox en su novela de 1968 titulada Parejas y donde escribirá su primera novela, La feria del asilo. En 1959 Updike publica una excelente colección de historias cortas: La misma puerta, que incluye los relatos ¿Quién hizo amarillas las rosas amarillas? y Un trillón de pies de gas.
Otras historias clásicas de John Updike son "A&P", Plumas de paloma, Los caimanes y Museos y mujeres. Su ensayo Los fans de Bid Kid Adieu, publicado en The New Yorker en 1960, trata la historia del legendario último partido del jugador de béisbol de Boston, Ted Williams, y está considerado como uno de los mejores ejemplos escritos de crónica deportiva de todos los tiempos.

## Período de madurez
Otras importantes novelas de John Updike han sido El Centauro, escrita en 1963, una auténtica obra maestra casi autobiográfica, con la cual obtuvo el National Book Award de 1964, donde el escritor, usando como trasfondo el mito clásico de Prometeo y la muerte de Quirón para redimir su culpa, discurre inteligentemente sobre los desencuentros generacionales, el sacrificio absoluto y la entrega total de un humilde profesor de instituto de un pequeño pueblo americano, vencido por la vida y el trabajo, a su hijo Peter Caldwell, un chico soñador deseoso de huir de la monotonía y de la miseria para labrarse un futuro lejos de la mediocridad de un ambiente pueblerino que le oprime (en realidad, dos vivos autorretratos del padre del propio autor y de él mismo, respectivamente). Otras dos importantes novelas de su producción son Parejas (1968), ya mencionada con anterioridad, y La Versión de Roger (1986). 
En consonancia con Harry Angstrom, el recurrente alter ego de John Updike vuelve de nuevo a aparecer en el poco conocido y escasamente prolífico personaje de ficción Henry Bech, un escritor judío que aparece retratado en varios ciclos de relatos cómicos breves de Updike, como son: El Libro de Bech (1970), El Regreso de Bech (1981) y Bech en la Bahía: una cuasinovela (1998).
Sus historias, impregnadas en la llamada conciencia social, así como en el ascenso (o escalada social) a cualquier precio, dieron como fruto la novela sobre la familia Los Arces, que ha sido considerado un relato puramente autobiográfico y fuente para la realización de la película televisiva titulada Demasiado lejos para ir, protagonizada por Michael Moriarty y Blythe Danner, y producida por la NBC. Updike declaró que había escogido el apellido Arce para los protagonistas del film porque siempre ha admirado la belleza y resistencia de los árboles.

## Crítica
Mientras Updike continuó publicando obras a razón de una cada año, la crítica literaria sobre estos últimos trabajos, desde comienzos de los 90, ha sido habitualmente silenciada, y en ocasiones incluso ignorada. Sin embargo, su alcance novelístico en años recientes ha sido extenso: cuentos sobre historias míticas como Tristan e Isolda en Brasil  (también conocida como Brasil, 1994); un curioso anticipo ficticio de Hamlet en Gertrudis y Claudio, (2000), un relato preciosista de gran virtuosismo literario sobre una saga generacional En la belleza de los lirios (1996), y una narración de ciencia ficción titulada Hacia el final de tiempo (1997).
En Pueblos (2004), John Updike retoma y aborda nuevamente el viejo tema familiar de la infidelidad en el estado de Nueva Inglaterra. Su vigésima segunda novela, Terrorista, publicada en junio de 2006, relata la historia de un ferviente y fanático musulmán de dieciocho años que vive en Nueva York planeando cometer un atentado.
Updike es, asimismo, autor de un libro autobiográfico de memorias titulado A conciencia donde recuerda sus emociones, traumas y experiencias más vívidas desde su infancia hasta la edad adulta, en una especie de relato generacional dirigido a sus propios nietos.

## Obra
Serie de Harry Conejo Angstrom
- Corre, Conejo (Rabbit, Run, 1960)
- El regreso de Conejo (Rabbit Redux, 1971)
- Conejo es rico (Rabbit Is Rich, 1981) - Premio Pulitzer y National Book Award de 1982
- Conejo en paz (Rabbit At Rest, 1990) - Premio Pulitzer
- Conejo en el recuerdo y otras historias (Rabbit Remembered, 2001)

Serie de Henry Bech
- El Libro de Bech (Bech, a Book, 1970)
- Bech ha vuelto (Bech Is Back, 1982)
- Adiós a Bech (Bech at Bay, 1998)

James Buchanan
- Buchanan Dying, 1974, obra de teatro
- Memorias de la administración Ford (Memories of the Ford Administration, 1992)

Eastwick
- Las brujas de Eastwick (The Witches of Eastwick, 1984) - Llevada al cine en 1987.
- The Widows of Eastwick, 2008

Trilogía de la letra escarlata
- Un mes de domingos (A Month of Sundays, 1975)
- La versión de Roger (Roger's Version, 1986)
- S., 1988

Otras novelas
- La feria del asilo (The Poorhouse Fair, 1959)
- El Centauro (The Centaur 1963) - Ganador del National Book Award en 1964.
- En torno la granja (Of the Farm, 1965)
- Parejas (Couples, 1968)
- Cásate conmigo (Marry Me, 1977)
- Golpe de estado (The Coup, 1978)
- Brasil (Brazil, 1994)
- La belleza de los lirios (In the Beauty of the Lilies,1996)
- Hacia el fin del tiempo (Toward the End of Time1997)
- Gertrudis y Claudio (Gertrude and Claudius, 2000)
- Busca mi rostro (Seek My Face, 2002)
- Mujeres (Villages, 2004)
- Terrorista (Terrorist, 2006)

Relatos
- La misma puerta (The Same Door, 1959)
- Plumas de paloma y otros relatos (Pigeon Feathers, 1962)
- Olinger Stories: a selection, 1964
- La escuela de música (The Music School, 1966)
- Museos y mujeres (Museums And Women, 1972)
- Problemas (Problems, 1979)
- Demasiado lejos (Too Far To Go: the Maples stories, 1979)
- Confía en mí (Trust Me, 1987)
- Lo que queda por vivir (The Afterlife, 1994)
- Lágrimas de amor(Licks of Love, 2001)
- The Early Stories: 1953–1975, 2003)
- My Father's Tears and Other Stories, 2009

Poesía
- La Gallina de la carpintería, 1958

Ensayos
- Alcanzando la orilla (Hugging The Shore, 1983)
- Sueños de golf (Golf Dreams: Writings on Golf, 1996)
- Aún Mirando, 2005

Memorias
- A conciencia (Self-consciousness, 1989)

Como editor
- The Best American Short Stories of the Century, 2000

Otros libros publicados en español
- Poemas: 1953-1999, 2002

## Estilo
En su estilo como narrador es habitual un preciso realismo naturalista, tal como puede observarse con claridad en el inicio de Corre, Conejo, donde discurre con absoluto rigor describiendo, con intrincados detalles técnicos, las fintas habituales del baloncesto callejero, su deporte favorito junto con el golf. Es habitual en su redacción enfocar con verismo y cuidado detalle las interrelaciones personales entre amigos, parejas casadas o affairs extramaritales de infidelidad. Parejas, y la tetralogía sobre Conejo, abordan este cúmulo de estilos en particular. En sus relatos sobre Harry Conejo, la cambiante sociedad, la política y economía de Norteamérica junto con una inigualable capacidad para expresar sentimientos y emociones de los personajes, sirven de trasfondo al relato del matrimonio Angstrom y actúan, ocasionalmente, como fuentes para hacer comentarios relevantes sobre dichos temas. Updike posee una extraordinaria capacidad para embellecer con un estilo impecable lo que cualquier consideraría ordinario o simplista, dando una imagen exquisita incluso en detalles considerados "vulgares" gracias a su dominio de un estilo casi perfecto de las figuras literarias, usando con aparente sencillez, pero avezado conocimiento, que cargan de belleza y expresividad los sentimientos, emociones o descripciones de situaciones y lugares que viven sus personajes. Cualquier pequeño motivo, por nimio que parezca, es suficiente en Updike para desarrollar esa conexión entre el estado de ánimo que el escritor desea transmitir y lo que el lector siente al leerlo. Su narrativa poética está cargada de experiencias sensoriales, emocionales o sentimentales.
Ocasionalmente, Updike abandona este estilo particular, como en Las brujas de Eastwick (1984), posteriormente llevada a la pantalla cinematográfica con el mismo nombre. En el El Golpe de Estado, novela de 1978 sobre un dictador africano de ficción durante la etapa de la Guerra Fría, y, en su novela postmoderna, Gertrudis y Claudio (un preludio de la historia de Hamlet) escrita en 2000.
Con una afamada versatilidad expresiva, es habitual también en el estilo de Updike encontrar un hondo, finísimo y culto lirismo conjugado con preciosas metáforas que en ocasiones beben de poemas y de fuentes clásicas grecorromanas.
En su estilo como novelista se pueden percibir influjos y ecos formales, más o menos perceptibles, de reconocidos escritores clásicos y contemporáneos, como Ernest Hemingway, Henry Green, James Joyce, Søren Kierkegaard, Franz Kafka, Marcel Proust, Vladimir Nabokov, J. D. Salinger, William Shakespeare y James Thurber, así como influjos filosóficos y metafísicos de ensayistas y afamados escritores como José Ortega y Gasset o Miguel de Unamuno, tal como él mismo reconoce en su obra autobiográfica A Conciencia. Mantuvo también durante años correspondencia regular con la escritora Joyce Carol Oates.

## Temas
```
   En definitiva, éste es el puto país más feliz que el mundo ha visto jamás.
```

-Rabbit Angstrom.

Los temas principales de la obra de Updike son la religión, el sexo y América, así como la muerte. A menudo los combinaba, con frecuencia en su terreno favorito de "la pequeña ciudad americana de clase media protestante", de la que dijo una vez: "Me gustan los puntos medios. Es en los medios donde chocan los extremos, donde la ambigüedad reina sin descanso"./>
Por ejemplo, el declive de la religión en Estados Unidos se narra en In the Beauty of the Lilies (En la belleza de los lirios) (1996) junto a la historia del cine, y Rabbit Angstrom contempla los méritos del sexo con la mujer de su amigo el reverendo Jack Eccles mientras éste da su sermón en Rabbit, corre (1960).
Los críticos han señalado a menudo que Updike imbuyó al propio lenguaje de una especie de fe en su eficacia, y que su tendencia a construir narraciones que abarcan muchos años y libros -la serie Rabbit, la serie Henry Bech, Eastwick, las historias de Maples- demuestra una fe similar en el poder trascendente de la ficción y el lenguaje. Las novelas de Updike actúan a menudo como debates teológicos dialécticos entre el propio libro y el lector, la novela dotada de creencias teológicas destinadas a desafiar al lector a medida que la trama sigue su curso. El propio Conejo Angstrom actúa como un Caballero de la Fe kierkegaardiano.
Al describir su propósito al escribir prosa, el propio Updike, en la introducción a sus Early Stories: 1953-1975 (2004), escribió que su objetivo era siempre "dar a lo mundano la belleza que se merece".. En otro lugar, dijo: "Cuando escribo, no dirijo mi mente hacia Nueva York, sino hacia un vago lugar al este de Kansas" Algunos han sugerido que la "mejor declaración de la estética de Updike se encuentra en sus primeras memorias 'The Dogwood Tree'" (1962): "La blancura no es el vacío; podemos patinar sobre un intenso resplandor que no vemos porque no vemos nada más. Y de hecho hay un color, una bondad silenciosa pero incansable que las cosas en reposo, como una pared de ladrillo o una pequeña piedra, parecen afirmar".

## Algunos premios

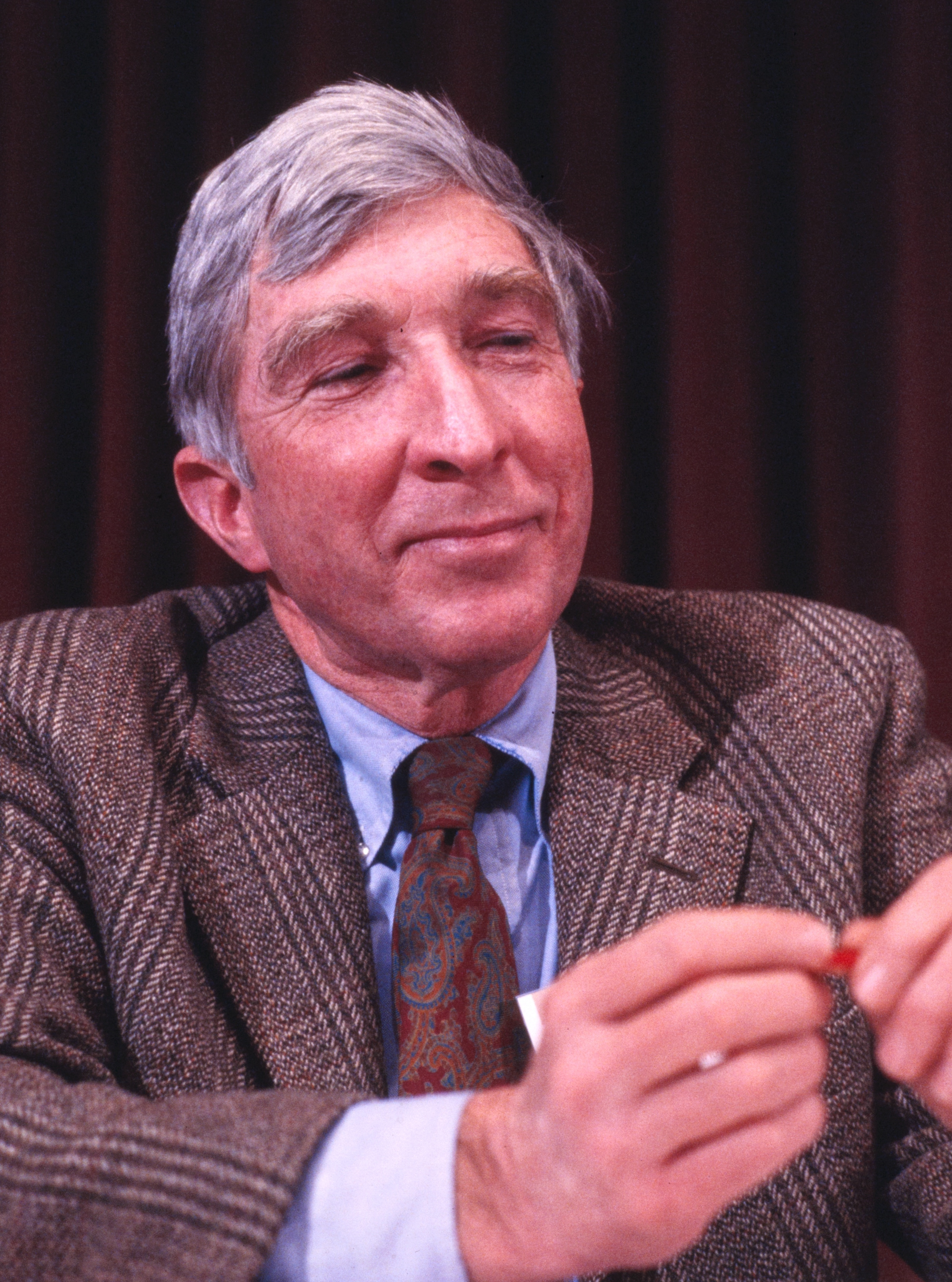
John Updike participando en uno de los congresos de la organización PEN

Además del National Book Award, obtenido en dos ocasiones (en 1964 y en 1982) por las novelas El Centauro y Conejo es Rico, John Updike obtuvo el National Book Critics Circle Award en dos ocasiones (1981 y 1990) y también el Premio Pulitzer en 1982 y 1991.
Una larga antología de historias cortas de su período de formación, titulados Primeros Relatos 1953-1975 (2003) le permitió ganar en 2004 el premio PEN-Faulkner Award for Fiction. En 2003 recibió la National Humanities Medal. En 2006 se le concedió el Premio Rea por su faceta de autor de relatos cortos.
Updike, además, fue un reconocido y estimado crítico de obras literarias como fueron Assorted Prose (Prosa Variada) en 1965; Picked-Up Pieces (Piezas Seleccionadas) de 1975; Hugging the Shore (Abrazando la Orilla) en 1983; Odd Jobs (Trabajos ocasionales) de 1991 o More Matter (Más Materia) en 1999.

## Vida personal y fallecimiento
Updike se casó con Mary Entwistle Pennington, estudiante de arte en el Radcliffe College, en 1953, cuando aún estudiaba en Harvard. Ella le acompañó a Oxford, Inglaterra, donde asistió a la escuela de arte y donde nació su primera hija, Elizabeth, en 1955. La pareja tuvo tres hijos más: el escritor David (nacido en 1957), el artista Michael (nacido en 1959) y la artista Miranda (nacida en 1960). Se divorciaron en 1974. Updike tuvo siete nietos.
En 1977 se casó con Martha Ruggles Bernhard, con quien vivió más de treinta años en Beverly Farms, Massachusetts. Murió de cáncer de pulmón en un hospicio de Danvers, Massachusetts, el 27 de enero de 2009, a la edad de 76 años.